# 16150 Clinch
16150 Clinch (1999 XZ227) là một tiểu hành tinh vành đai chính được phát hiện ngày 19 tháng 12 năm 1999 bởi Đài thiên văn Lowell Near-Earth Object Search ở Trạm Anderson Mesa. Nó được đặt theo tên Nicholas Bayard Clinch.